# Dehesa del Saler
La dehesa del Saler es un bosque mediterráneo situado entre la Albufera de Valencia y el mar Mediterráneo. Concretamente comienza a partir de la pedanía de El Saler, abraza al canal de la Albufera y el estanque del Pujol, para acabar cerca de El Palmar (ambos situados al sur del municipio de Valencia, en el este de España). Su superficie es de unas 800 hectáreas.

## Flora y fauna

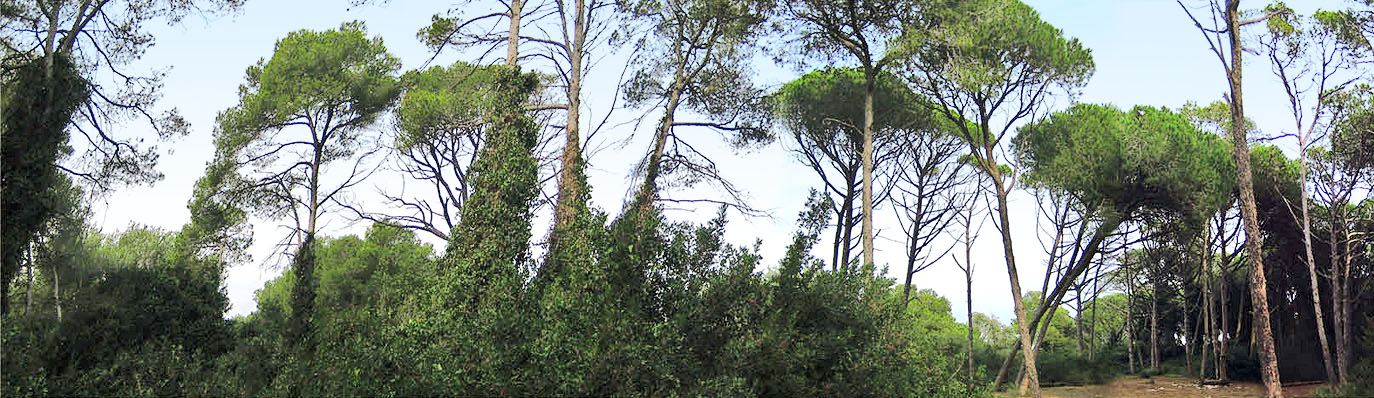
La Dehesa del Saler

La dehesa es un bosque de pino carrasco y pino piñonero con sotobosque compuestos principalmente por palmitos, lentiscos, mirto, aladierno, estepa negra, coscoja, romero y zarzaparilla, sobre la restinga dunar. Hay ejemplares dispersos de pino canario y eucalipto rojo. 
Entre estas se forman depresiones, llamadas malladas, que se inundan temporalmente entre el otoño y la primavera y presentan una vegetación halófila compuesta por carrizos, Salicornia (Cirialeras) y Inula crithmoides (Salvio, salsola). Además, algunas de estas plantas se encuentran en peligro de extinción como el Limonium duforii (Limonio peludo) del Catálogo Valenciano de Especies de Flora Amenazadas.
La fauna actual no es muy variada debido a la presión turística y el tráfico. Se extinguieron en los años 1960 la jineta y el tejón, y lo mismo parece haber ocurrido con el zorro. Todavía está presente la comadreja. Abundan los conejos, las ardillas y la perdiz roja. Entre la herpetofauna podemos señalar la tortuga mediterránea, recientemente reintroducida, la culebra bastarda (que seguramente inspiró la leyenda de la Sancha, aunque variantes de esta leyenda se repiten en otras regiones españolas), de escalera, el eslizón ibérico, la lagartija ibérica, colilarga y cenicienta. En el borde del canal, o Gola del Pujol, y en el marjal al norte hay unos cañares donde anidan las aves. Podemos encontrar importantes lugares de observación de la fauna, como El Estanque del Pujol, el marjal del Saler, o la misma albufera.

## Senderismo en la Dehesa
Cuenta con una serie de rutas senderistas de carácter local, variando entre los 500 metros y los 4 kilómetros. La mayoría recorren la dehesa de norte a sur. En el centro de información del parque, cerca del Palmar, se puede encontrar información.

## Transporte
Hay una línea de autobús metropolitano que sirve a El Saler y a El Palmar, la cual sale desde Valencia. La dehesa limita por el oeste con la autopista del Saler V-15, la cual parte desde Valencia y discurre, en partes, por la misma dehesa. De esta misma vía hay diversos caminos que se adentran en la Dehesa hasta las playas.

## LaGola del Pujoly elEstanque del Pujol
La Albufera se comunica con el mar a través de un canal de corto recorrido, denominado Gola del Pujol. El agua de la Albufera es dulce y se mantiene con un pequeño pantano que controla la salida del agua y no permite la entrada de agua salada. 
En los años 1970, al lado del canal se construyó un estanque artificial donde se pueden observar las aves.

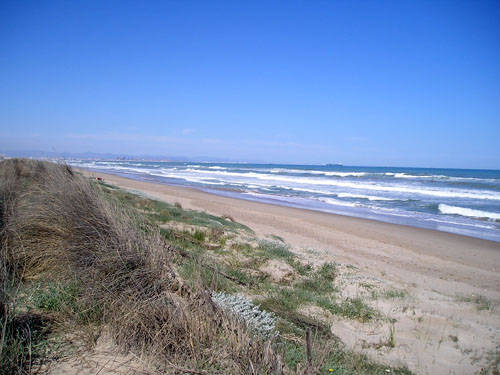
Playa de la Dehesa del Saler

## Playas
La dehesa cuenta con tres playas, la del Saler, la de la Garrofera y la de la Devesa:
- Playa del Saler (al norte de la Gola del Pujol).
- Playa de la Garrofera (en la Gola del Pujol).
- Playa de la Devesa del Saler (al sur de la Gola del Pujol).